# Вільфрід Сінго
Вільфрід Сінго (фр. Wilfried Singo, нар. 25 грудня 2000, Одіенне) — івуарійський футболіст, правий захисник  клубу «Монако» і молодіжної збірної Кот-д'Івуару.

## Клубна кар'єра
Народився 25 грудня 2000 року в місті Одієнне. Вихованець юнацьких команд футбольного клубу «Денгуеле». 
2019 року юного івуарійця запросив до своїх лав італійський «Торіно», в якому той приєднався до молодіжної команди клубу.
Вже в сезоні 2019/20 дебютував в іграх і за основну команду туринського клубу в Серії A, загалом за сезон взявши участь у семи іграх в усіх турнірах. А з наступного сезону 19-річний гравець вже став одним з основних захисників «Торіно». Загалом провів за туринців чотири сезони, взявши участь у понад 100 матчах усіх турнірів.
17 серпня 2023 року перейшов до «Монако», якому трансфер івуарійця обійшовся у 10 мільйонів євро.

## Виступи за збірну
Виступаючи на батьківщині, 2018 року залучався до складу молодіжної збірної Кот-д'Івуару. На молодіжному рівні зіграв у 2 офіційних матчах, забив 1 гол.
2021 року дебютував в офіційних матчах у складі національної збірної Кот-д'Івуару.
| Дата       | Місто         | Господарі         | Результат | Гості             | Турнір                                  | Голи | Примітки |
| ---------- | ------------- | ----------------- | --------- | ----------------- | --------------------------------------- | ---- | -------- |
| 5-6-2021   | Абіджан       | Кот-д'Івуар       | 2 – 1     | Буркіна-Фасо      | товариський матч                        | -    | 90'      |
| 12-6-2021  | Кейп-Кост     | Гана              | 0 – 0     | Кот-д'Івуар       | товариський матч                        | -    | 73'      |
| 24-9-2022  | Ле-Петі-Кевії | Кот-д'Івуар       | 2 – 1     | Того              | товариський матч                        | -    | 62'      |
| 27-9-2022  | Ам'єн         | Кот-д'Івуар       | 3 – 1     | Гвінея            | товариський матч                        | -    | 61'      |
| 16-11-2022 | Марракеш      | Кот-д'Івуар       | 4 – 0     | Бурунді           | товариський матч                        | -    |          |
| 24-3-2023  | Буаке         | Кот-д'Івуар       | 3 – 1     | Коморські Острови | Відбір до Кубка африканських націй 2023 | -    | 46'      |
| 28-3-2023  | Мороні        | Коморські Острови | 0 – 2     | Кот-д'Івуар       | Відбір до Кубка африканських націй 2023 | -    | 88'      |
| Усього     |               | Матчів            | 7         |                   | Голів                                   | 0    |          |

## Титули і досягнення
- Переможець Кубка африканських націй: 2024